# وليام تين

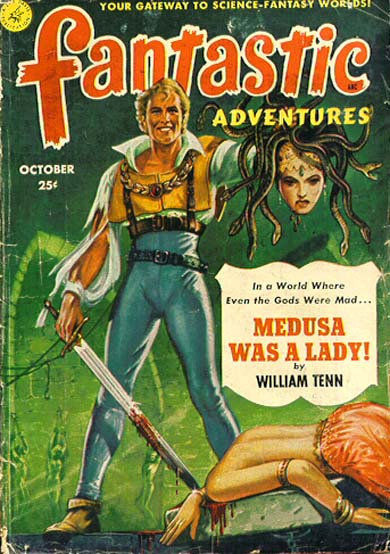
كانت رواية تين القصيرة "ميدوسا كانت سيدة" هي قصة الغلاف في أغسطس 1951 من مجلة فانتاستيك أدفنتوريس، ولكنها لم تظهر في شكل كتاب كـ(مصباح من أجل ميدوسا) حتى عام 1968

ويليام تين (بالإنجليزية: William Tenn) كان الاسم المستعار لفيليب كلاس (9 مايو 1920 - 7 فبراير 2010)، وهو مؤلف الخيال العلمي الأمريكي البريطاني المولد، معروف للعديد من قصصه ذات العناصر الساخرة.

## النشأة
ولد فيليب لأسرة يهودية[2] في لندن، انتقل إلى مدينة نيويورك مع والديه قبل عيد ميلاده الثاني ونشأ في بروكلين، وهو أقدم ثلاثة أطفال. بعد خدمته في جيش الولايات المتحدة خلال الحرب العالمية الثانية كمهندس قتال في أوروبا، شغل وظيفة كمحرر تقني مع رادار سلاح الجو ومختبر الراديو وكان يعمل من قبل مختبرات بل.

## الكتابة
نشر كلاس المقالات الأكاديمية، وروايتين وأكثر من 60 قصة قصيرة. بدأ الكتابة أثناء العمل في مختبرات بيل، وخبرته في مختبر الرادار دفعت قصته الأولى «ألكسندر الطعم»، حول شعاع الرادار الموجه إلى القمر. وقد نشر في مجلة الخيال العلمي المدهش (مايو 1946)، وفي غضون أشهر رد مختبر كوربس شعاع رادار قبالة القمر، مما جعل قصته عفا عليها الزمن. وعلق قائلا: «كانت قصة سيئة، فقط جيدة بما فيه الكفاية للنشر، وآخرون في نفس المجلة كانوا أفضل بكثير، لذلك أنا عملت بجد على عملي الثاني، وأنا فعلت وكذلك كنت أعرف كيف».
بعض المقالات غير الواقعية في مجلة تي.دبليو.إكس الدورية التجارية قد نسبت إلى كلاس خلال عمله في مختبرات بل، على الرغم من أن معظمها نشرت بدون خطوط.
قصته الثانية، وهي «مسرحية الطفل» (1947)، التي أعيد طبعها على نطاق واسع، كانت بمحام يخلق أشخاصا بواسطة مجموعة بيلد-إي-مان، وهي هدية عيد الميلاد المخصصة لطفل في المستقبل. بعد نشرها في الخيال العلمي المدهش (أيار / مايو 1946)، كان تين يعتبر تقريبا متربعاً على عرش الخيال العلمي، وخلال أوائل عقد 1950، قراء جالاكسي ساينس فيكشن تطلعوا إلى قضايا تدور حول خياله العلمي الساخر.
نشرت العديد من القصص فيما بعد، بما في ذلك «الزهرة والأجناس السبع» (1951)، «أسفل بين الرجال الميت» (1954)، «تحرير الأرض»، «الوقت مقدما» (1956) و «على الزهرة، لقد حصلنا الحاخام»(1974). وقد تم جمع أحد مقالاته غير الخيالية «السيد إيفيسدروبر» في مجلة بيست ماغازين، 1968. تم ترشيح مقالته ومجموعته، دانسينغ ناكيد، لجائزة هوغو لأفضل كتاب ذي صلة في عام 2004. وقد أعطي له لقب المؤلف الشرفي من قبل كتاب الخيال العلمي والفنتازيا الأمريكيين في عام 1999.
قامت موسوعة الخيال العلمي بتصنيف تين على أنه «واحداً من النوع القليل جدا من الكتاب الهزليين، وكتاب الخيال القصير الحاضرين حقا». لخص ثيودور ستورجيون وجهة نظر تين الساخرة للحياة:

## القصص
كتب تين روايتين، نشرت في عام 1968. من الرجال والوحوش وهي امتداد لقصته «رجال في الجدران»، نشرت في غالاكسي ساينس فيكشن (أكتوبر 1963). تم نشر مصباح ميدوسا كرواية مزدوجة مع «لاعبين من الجحيم» لديف فان أرنام وكانت هذه الرواية امتداداً لقصته «ميدوسا كانت سيدة!» من مجموعة مغامرات رائعة في أكتوبر 1951.

## سيرة ذاتية
فيليب وفروما كلاس تزوجا في عام 1957، وانتقلا في منتصف الستينات إلى كلية الولاية في بنسلفانيا، حيث درس اللغة الإنجليزية والأدب المقارن في جامعة ولاية بنسلفانيا لمدة 24 عاما. وكان من بين الطلاب الذين سيتوجهون إلى وظائف مهنية مثل الكاتب رامبو والمحرر ديفيد موريل، وكاتب السيناريو ستيفن دي سوزا، وكاتب التكنولوجيا ستيفن ليفي وروائي الجريمة راي رينغ.
نشأت زوجة فيل، فروما كلاس (عام 1935)، في مدينة نيويورك وتخرجت من مدرسة برونكس الثانوية للعلوم وكلية بروكلين لتعمل كفنية مختبر، ومحررة طبية ومحررة نسخة هاربر ورو. في ولاية بنسلفانيا، كانت مدربة الكتابة ومحرر نسخة لمطبعة جامعة ولاية بنسلفانيا.
عندما تقاعد فيل كلاس، انتقل الزوجان إلى ضاحية بيتسبرغ في جبل لبنان في عام 1988، وعملت كمحررة في شركة بلاك بوكس. في العام نفسه، نشرت قصتها القصيرة الأولى، «قبل قوس قزح»، تبع مجموعة مختارات التآزر
3. في عام 1996، قصتها الثانية، «بعد قوس قزح»، فازت بجائزة كتاب المستقبل. ونشرت القصة في كتاب المستقبل، المجلد. XII. في عام 2004، دخلت مسابقة المقال العالمية، وجوائز قوة الغرض، برعاية مؤسسة جون تمبلتون. وتنافست ضد 7000 من المتسابقين من 97 دولة، وحصلت على 25,000 دولار لمقالتها «شوارع الطين، وشوارع الذهب».
فيل وفروما كلاس كانوا أعضاء في جمعية عشاق الخيال العلمي في منطقة بيتسبرغ (PARSEC)، وكان المتحدثين المعتادين في مؤتمراتها المحلية.
كان فيل كلاس ضيف الشرف في نوريسكون 4، واتفاقية الخيال العلمي العالمي لعام 2004. وكان المؤلف الشرفي في لوسكون 33 في ماريوت لاكس في لوس انجليس في عام 2006.
نشر معظم روايته تحت اسم ويليام تين والكثير من غير الروائيات له باسم فيل (أو فيليب) كلاس. كان يتم في بعض الأحيان الخلط بينه وبين كاشف حقائق الأطباق الطائرة فيليب جي. كلاس، الذي ولد قبله بستة أشهر وتوفي في 9 أغسطس 2005.
كان كلاس متصلا بالكتاب الآخرين، بما في ذلك ابنتا أخيه، بيري كلاس وجودي كلاس، وابن أخيه ديفيد كلاس، وشقيقه مورتون كلاس.
توفي في 7 فبراير 2010، من قصور القلب الاحتقاني، وتوزعت ثروته بين زوجته فروما، وابنته أدينا، وأخته فرانسيس جولدمان ليفي.

## المسرح
في عام 1978، عرض قراء الجامعة في جامعة ولاية بنسلفانيا مسرحية، من إخراج جوزيف ويغلي، من أربع قصص قصيرة بواسطة تين تحت عنوان أربعة من تين، وكانت القصص المختارة «اكتشاف مورنيل ماثاواي»، و«بيرني فاوست»، و«المستأجرين»، و «والدتي كانت ساحرة».
نظمت مالاكاندرا للإنتاج في بيتسبرغ مسرحية مكونة من تسعة شخصيات متبناه من قبل جون ريجيس من قصة الخيال العلمي الكلاسيكي بواسطة تين، «وينثروب واس ستوبورن». وخرج هذا الإنتاج من ديفيد برودي لمهرجان فنون الأنهار الثلاثة، في الفترة من 2 يونيو / حزيران إلى 17 يونيو / حزيران 2006.

## أعماله
- تطور ويليام تين أو نفسي عندما كنت صغيراً (1939) على الرغم من أن هذه القصص نشرت لأول مرة في شكل كتاب من قبل صحافة بريسنتيوس في (1995)
- أطفال العجائب (مختارات محررة بواسطة ويليام تن) (1953)
- من جميع العوالم المحتملة (1955)
- زاوية الإنسان (1956)
- الوقت مقدما (1958)
- مصباح من أجل ميدوسا (قصة نشرت على أنها مزدوجة مع لاعبين من الجحيم من قبل ديف فان أرنام) (1968)
- من الرجال والوحوش (1968) (رواية)
- ذات مرة ضد القانون (1968) (مختارات من خيال الجريمة بواسطة تين ودونالد إي. ويستليك)
- الأجناس السبعة (1968)
- الجذر التربيعي للإنسان (1968)
- النجمة الخشبية (1968)
- مقترحات غير مقنعة: الخيال العلمي الكامل لويليام تين، المجلد الأول (أومنيبوس) (2000)
- ها هي الحضارة: الخيال العلمي الكامل من ويليام تن، المجلد الثاني (أومينبوس) (2001)
- الرقص عارياً، ويليام تين (2004) [مرشحة لهوغو، لأفضل كتاب ذو صلة، 2005]

### أعماله علي الإنترنت
- ويليام تين: «ويليام أو ويلز: الغزو الأول من المريخ» (النص الكامل)
- ويليام تين: «بول أندرسون» (النص الكامل)
- ويليام تين: «ذكرى العالم الماضي» (النص الكامل)
- وليام تن: «ويليز أور ويلز: الغزو الأول من المريخ» (النص الكامل)
- «شوارع الطين، وشوارع الذهب»، الحائز على جائزة المقال من قبل فروما كلاس (النص الكامل)
- ويليام تين: «على كوكب الزهرة، هل حصلنا على الحاخام!» (نص كامل)